# Вуж бронзовий
Вуж бро́нзовий (Dendrelaphis) — рід змій з родини полозових (Colubridae). Має 48 видів.

## Опис
Загальна довжина представників цього роду коливається від 70 см до 1,5 м. Тулуб тонкий, стрункий, хвіст довгий, до третини довжини тіла. Списоподібної форми голова чітко відокремлена ззаду шийним перехопленням. Очі дуже великі з округлою зіницею та райдужкою, яка забарвлена у коричневі або рудуваті кольори. Луска середнього спинного рядку помітно збільшена, трапецієподібної форми. Бічна луска вузька, налягає одна на одну, розташовується косими рядками.
Забарвлення верху зазвичай яскраво-коричневе, що послужило приводом для їх назви. З боків у різній мірі виражені поздовжні темні та світлі смуги. Це ще більше підкреслює граціозну конституцію цих змій. Нижні половинки лусок та шкіра між ними, особливо у передній частині тулуба, можуть бути забарвлені в інші, іноді дуже яскраві кольори: червоний чи блакитний, які стають помітні, коли змія у збудженому стані починає роздмухувати шию. Черево світлого кольору.

## Спосіб життя
Полюбляють різні типи лісів, як на рівнинах, так і у нижньому поясі гір. Деякі види, наприклад Dendrelaphis pictus, тяжіють до антропогенних ландшафтів: рисових полів, плантацій цукрової тростини та інших сільськогосподарських угідь, можуть зустрічатися і в міських парках. Активні вдень. Моторні змії, які невтомно пересуваються в пошуках здобичі, як в кронах дерев, так і в підліску. Харчуються жабами, дрібними ящірками, пташенятами, гризунами та великими комахами.
Це яйцекладні змії. Самки відкладають до 10 яєць.

## Розповсюдження
Види роду мешкають в Індії, Шрі-Ланці, Індокитаї, Індонезії, Філіппінах, Новій Гвінеї. Низка видів зустрічаються на півночі Австралії.

## Види
- Dendrelaphis andamanensis (Anderson, 1871)
- Dendrelaphis ashoki Vogel & Van Rooijen, 2011
- Dendrelaphis bifrenalis (Boulenger, 1890)
- Dendrelaphis biloreatus Wall, 1908
- Dendrelaphis binhi Nguyen, Nguyen, Le, Nguyen, Vo, Vo, Che & Murphy, 2023
- Dendrelaphis calligaster (Günther, 1867)
- Dendrelaphis caudolineatus (Gray, 1834)
- Dendrelaphis caudolineolatus (Günther, 1869)
- Dendrelaphis chairecacos (Boie, 1827)
- Dendrelaphis cyanochloris (Wall, 1921)
- Dendrelaphis flavescens Gaulke, 1994
- Dendrelaphis formosus (Boie, 1827)
- Dendrelaphis fuliginosus Griffin, 1909
- Dendrelaphis gastrostictus (Boulenger, 1894)
- Dendrelaphis girii Vogel & Van Rooijen, 2011
- Dendrelaphis grandoculis (Boulenger, 1890)
- Dendrelaphis grismeri Vogel & Van Rooijen, 2008
- Dendrelaphis haasi Van Rooijen & Vogel, 2008
- Dendrelaphis hollinrakei Lazell, 2002
- Dendrelaphis humayuni Tiwari & Biswas, 1973
- Dendrelaphis inornatus Boulenger, 1897
- Dendrelaphis keiensis (Mertens, 1926)
- Dendrelaphis kopsteini Vogel & Van Rooijen, 2007
- Dendrelaphis levitoni Van Rooijen & Vogel, 2012
- Dendrelaphis lineolatus (Jacquinot & Guichenot, 1853)
- Dendrelaphis lorentzii (Lidth De Jeude, 1911)
- Dendrelaphis luzonensis Leviton, 1961
- Dendrelaphis macrops (Günther, 1877)
- Dendrelaphis marenae Vogel & Van Rooijen, 2008
- Dendrelaphis modestus Boulenger, 1894
- Dendrelaphis ngansonensis (Bourret, 1935)
- Dendrelaphis nigroserratus Vogel, Van Rooijen & Hauser, 2012
- Dendrelaphis oliveri (Taylor, 1950)
- Dendrelaphis papuensis Boulenger, 1895
- Dendrelaphis philippinensis (Günther, 1879)
- Dendrelaphis pictus (Gmelin, 1789)
- Dendrelaphis punctulatus (Gray, 1826)
- Dendrelaphis schokari (Kuhl, 1820)
- Dendrelaphis sinharajensis Wickramasinghe, 2016
- Dendrelaphis striatus (Cohn, 1905)
- Dendrelaphis striolatus (Peters, 1867)
- Dendrelaphis subocularis (Boulenger, 1888)
- Dendrelaphis terrificus (Peters, 1872)
- Dendrelaphis tristis (Daudin, 1803)
- Dendrelaphis underwoodi Van Rooijen & Vogel, 2008
- Dendrelaphis vogeli Jiang, Guo, Ren & Li, 2020
- Dendrelaphis walli Vogel & Van Rooijen, 2011
- Dendrelaphis wickrorum Danushka, Kanishka, Amarasinghe, Vogel & Seneviratne, 2020